# Anemplocia
Anemplocia is een geslacht van vlinders van de familie spanners (Geometridae), uit de onderfamilie Larentiinae.

## Soorten
- A. flammifera Warren, 1905
- A. grandis Druce, 1911
- A. imparata Walker, 1864
- A. melambathes Prout, 1923
- A. meteora Dognin, 1911
- A. scalpellata Dognin, 1911
- A. splendens Druce, 1885